# 김창주 (성우)
김창주(1950년 5월 3일 ~ )는 대한민국의 성우이다. 1970년 연극 배우로 활동하다가 1980년 KBS에 입사했으며, 현재는 KBS 16기이다. 한국방송 성우극회 소속.

## 주요 출연작품

### 애니메이션
- 바다의 전설 장보고 (KBS) - 라르고호 부함장
- 재키 찬 어드벤처 (KBS) - 삼촌
- 말괄량이 앤지 (KBS) - 벤자민
- 출동! 지구특공대 (KBS) - 플런더 / 슬러즈
- 오리형사 다크 (KBS)
- 요술곰의 모험나라 (KBS)
- 은하수비대 (SBS)
- 바사라 (KBS)

### 애니메이션 영화
- 마법의 성 (KBS) - 케이틀린
- 신밧드: 7대양의 전설 (KBS) - 루카
- 곰이 되고 싶어요 (KBS)

### 영화
- 영웅본색 3 (SBS) - 지미(금양화)
- 세가지 색 레드 (SBS)
- 비바 라스베이거스 (KBS)
- 블랙 레인 (SBS)
- 집으로 가는 길 (KBS) - 촌장
- 늑대와 춤을 (KBS) - 페퍼(톰 에버렛) / 바우어(래리 조슈아)
- 늑대와 춤을 (SBS)
- 칠판 (KBS)
- 어바웃 슈미트 (KBS) - 목사(필 리브스)
- 배틀필드 (SBS)
- 사막의 보석 (KBS) - 수의사
- 비밀 투표 (KBS)
- 007 문레이커 (KBS)
- 테일러 오브 파나마 (SBS)
- 파 프롬 홈 (KBS)
- 패트리어트 (KBS)
- 행복했던 여자 (KBS)
- 퍼펙트 머더 (SBS)
- 사강의 요새 (KBS) - 엠빠레
- 인조인간 오토매틱 (SBS) - 바커 (스텔리 케멀)
- 언브레이커블 (KBS) - 노엘(리처드 카운설)
- 귀여운 여인 (SBS)
- 십계 (KBS) - 장님 남자(존 밀란)
- 피크닉 (KBS) - 회장
- 터미널 스피드 (KBS)
- 메리 라일리 (KBS) - 새집 주인
- 말콤X (KBS)
- 이연걸의 흑협 (SBS)
- 이노센트 (KBS) - 블랙블랙(리차드 더든)
- 이연걸의 히트맨 (SBS) - 소부의 동료(진귀보)
- 리썰 웨폰 4 (SBS) - 홍씨(고웅) / 엔지의 파트너(토니 키스)
- 방세옥 (SBS) - 황제
- 제네럴 (KBS) - 변호사
- 7월의 축제 (KBS) - 미첼 (데이빗 닐)
- 명탐정 디씨 (KBS)
- 레인저 스카우트 (KBS) - 에릭슨(브래드 설리반)
- 프로텍터 (KBS) - 국장 (빅터 아놀드)
- 12 몽키즈 (SBS) - 미치광이 / 경찰3 / 남자 간호사2
- 10일안에 남자친구에게 차이는 법 (KBS) - 벤의 할아버지(이치 맥그리거) / 음료수 판매원
- 레드 플래닛 (SBS)- 휴스턴(밥 닐)
- 남자의 세계 (KBS)
- 양가휘의 굿바이 차이나 (KBS) - 산타
- 포세이돈 어드벤처 (KBS)
- 늑대의 제국 (KBS) - 로페즈(필립 뒤 자네르랑)
- 웨딩 크래셔 (KBS) - 오닐 신부(헨리 깁슨)
- 스페셜리스트 (KBS) - 신부(라몬 곤잘레스 쿠에바스)
- 내 이름은 튜니티 (KBS) - 조나단(스테펜 자카리아) / 해리먼 소령의 부하(지안카를로 바스티아노니)
- 니키타 (SBS)
- 올리버 트위스트 (KBS) - 파슨 (티모시 베잇슨) 외
- 재회 (KBS)
- 레모 (KBS)
- 흐르는 강물처럼 (KBS) - 폴의 신문사의 편집장(척 애덤슨) / 마을 사람 / 열차 안내원
- 판의 미로 - 오필리아와 세 개의 열쇠 (KBS) - 페레이로 박사(알렉스 앙굴로)
- 쿵푸 프리즌 (KBS) - 차리 (헨리 깁슨)
- 용적심 (SBS)
- 굿바이 (KBS) - 히라타(사사노 다카시)
- 못말리는 로빈 후드 (KBS) - 마부(멜 브룩스)
- 오멘, 최후의 심판 (SBS)
- 태극권 (KBS) - 도사(원상인)
- 매드 맥스 2 (KBS) - 토디(맥스 핍스)
- OK 목장의 결투 (KBS) - 케리 시장(넬슨 리) / 톰(잭 얼람)
- 더 콘서트 (KBS) - 빅토르 (알렉산드르 코미사로브)
- 은밀한 거래 (KBS) - 오코예 박사 (윈스톤 쇼나)
- 라스트 모히칸 (KBS)
- 참새들의 합창 (KBS) - 라메잔 (호세인 아그하지)
- 유니버셜 솔저 (KBS) - 주유소 주인(드루 스나이더)
- 성의 (SBS)
- 취권 (SBS) - 서경천(서하)
- 랜드 앤 프리덤 (KBS)
- 백 투 더 퓨처 3 (KBS) - 기관사(빌 맥키니) / 술집 손님(해리 캐리 주니어)
- 영화소년 샤오핑 (KBS) - 학교 선생님(조금옥)
- 석양의 무법자 (KBS) - 북부 군인(프랑코 토치) / 신부
- 맨 인 블랙 (SBS) - 경찰 조사관(월리 C. 카펜터)
- 인 더 베드룸 (SBS)
- 야연 (SBS) - 약사(마륜)
- 일 포스티노 (SBS)
- 사랑의 묘약 (SBS)
- 스카우트 (KBS)
- 아무르 (KBS) - 관리인의 남편(라몬 아기레)
- 올리브 나무 사이로 (SBS)
- 인디아나 존스: 잃어버린 성궤를 찾아서 (KBS) - 유물 전문가(투트 렘 코우)
- 너티 프로페서 (KBS)
- 황비홍 (SBS)
- 제로 톨러런스 (KBS) - 검사
- 북경의 55일 (SBS)
- 도망자 2 (SBS)
- 용형호제 (KBS) - 낙찰 담당자
- 응징자 (KBS) - 술집 남자(배리 오토)
- 상하이 눈 (KBS) - 숙부(구형리)
- 무숙자 (KBS) - 우체국 직원(레나토 핀시로올) / 호텔 주인(레나토 핀시롤리)
- 동성서취 (KBS) - 삼공주의 사부
- 절대쌍교 (KBS) - 심판(량계지)
- 미스테리 데이트 (SBS) - 콘돈(제리 웨저먼)
- 하이 눈 (KBS) - 벤(쉐브 울리)
- 에딘버러시의 영웅(KBS) - 마을 상인(테스 쿠퍼)
- 육지금마 (SBS) - 육지(량파봉)
- 제네비에브 (KBS) - 늙은 신사(아더 원트너) / 정비공(조이 E. 카)

### 외화
- 경감 메그레(KBS) - 르포르(크리스토퍼 보웬) / 양복가게 직원
- 판관 포청천 (KBS)
- 칠협오의 (SBS)
- 칭기즈칸 (KBS) - 완안승휘
- 닥터 후 (KBS)
- 삼국지 (KBS) - 유표
- 초한지 (KBS) - 시복